# Mistrzostwa Europy w Lekkoatletyce 1969 – skok w dal kobiet

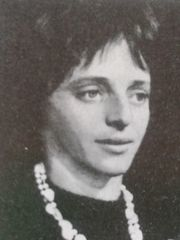
Viorica Viscopoleanu

Skok w dal kobiet był jedną z konkurencji rozgrywanych podczas IX Mistrzostw Europy w Atenach. Rozegrano od razu  finał 19 września 1969. Zwyciężczynią tej konkurencji została Mirosława Sarna. W rywalizacji wzięło udział trzynaście zawodniczek z dziesięciu reprezentacji.

## Rekordy
| Rekord świata     | Viorica Viscopoleanu (ROU) | 6,82 | Meksyk, Meksyk   | 14.10.1968 |
| Rekord Europy     | Viorica Viscopoleanu (ROU) | 6,82 | Meksyk, Meksyk   | 14.10.1968 |
| Rekord mistrzostw | Irena Kirszenstein (POL)   | 6,55 | Budapeszt, Węgry | 03.09.1966 |

## Wyniki
| Miejsce | Zawodniczka          | Wynik |
| ------- | -------------------- | ----- |
| 1       | Mirosława Sarna      | 6,49  |
| 2       | Viorica Viscopoleanu | 6,45  |
| 3       | Berit Berthelsen     | 6,44  |
| 4       | Diana Jorgowa        | 6,31  |
| 5       | Tatjana Byczkowa     | 6,29  |
| 6       | Maureen Barton       | 6,28  |
| 7       | Eva Kucmanová        | 6,21  |
| 8       | Kristina Hauer       | 6,19  |
| 9       | Moira Walls          | 6,16  |
| 10      | Sheila Sherwood      | 6,15  |
| 11      | Sieglinde Ammann     | 6,14  |
| 12      | Meta Antenen         | 6,13  |
| 13      | Charula Sasagianni   | 5,43  |